# توماس جی. بوچارد جونیور
توماس جی. بوچارد جونیور (انگلیسی: Thomas J. Bouchard Jr.؛ زادهٔ ۳ اکتبر ۱۹۳۷) دانشمند در زمینه روان‌شناسی اهل ایالات متحده آمریکا است.